# سید عارف حسین حسینی
سید عارف حسین حسینی (۴ آذر۱۳۲۵، پاراچنار_۱۴ مرداد ۱۳۶۷، پیشاور)، روحانی شیعه اهل پاکستان ،رهبر شیعیان پاکستان و نماینده سید روح الله خمینی در پاکستان بود که در جریان فعالیت‌های دینی و فرهنگی در میان مسلمانان پاکستان در ۱۴ مرداد ۱۳۶۷ در پیشاور ترور شد. روح‌الله خمینی پس از مرگ وی با شدیدترین الفاظ بر اسلام جعلی‌ای که از آن به اسلام آمریکایی تعبیر می‌کرد (به عنوان مسبب قتل وی) تاخت.

## کودکی و تحصیلات
سید عارف حسین حسینی در ۴ آذر ۱۳۲۵ هجری شمسی در خانواده‌ای مذهبی و روحانی در پاراچنار متولد شد. او تحصیلاتش را در ابتدا نزد پدرش سید فضل حسین سپری کرد. پس از رسیدن به شرایط سنی وارد مدرسه ابتدائی و سپس راهنمائی گردید. به عنوان شاگرد ممتاز، راهی دبیرستان پاراچنار گردید. دوره دبیرستان را در سال ۱۳۴۳ با موفقیت به پایان رسانید. پس از اخذ دیپلم بر اساس رغبت زیادش به فراگیری علوم دینی وارد حوزه علمیه جعفریه پاراچنار شد. وی نزد استاد حاجی غلام جعفر لقمان، در مدت کوتاهی ادبیات عرب را فرا گرفت و به مرحله سطوح عالی (لمعه) رسید. در جهت فراگیری بیشتر علوم دینی در سال ۱۳۴۶ راهی حوزه علمیه نجف شد. این ایام با تبعید روح‌الله خمینی به نجف مصادف بود و حزب سوسیال بعث بر عراق حاکم بود و شرایط سختی در حوزه علمیه وجود داشت. وی با وجود موانع متعدد و فقر اقتصادی، نخست در مدرسه علمیه بشریه و سپس مدتی بعد در مدرسه علمیه دارالحکمه سکنی گزید. در نجف از اساتیدی چون میر اسدالله مدنی: شرح لمعه را؛ سیّد مجتبی لنکرانی: رسایل را و نزد مرتضوی مکاسب را تا خیارات خواند. وی همچنین از شاگردان سید طیب جزایری نیز به‌شمار می‌آمد.
وی در حوزه علمیه قم، قبل از انقلاب ایران (۱۳۵۷) نزد اساتید بزرگ، کتاب‌ها و درسهای ذیل را فرا گرفت. مرتضی مطهری: درس فلسفه؛ فاضل لنکرانی: جلد اول کفایه؛ جعفر سبحانی: جلد دوم کفایه؛ استاد ستوده: باقی‌مانده خیارات مکاسب؛ محسن حرم پناهی: درس عقائد اسلامی؛ ناصر مکارم شیرازی: خارج اصول؛  جواد تبریزی: خارج فقه.

## فعالیت‌های سیاسی
عارف حسینی در ایام اقامت در نجف در کنار شخصیت‌های مبارز قرار گرفت. اولین آشنایی وی با خمینی بود. این آشنایی آغاز تحول فکری و سیاسی در زندگی وی بود. در اثر برخورد با وی مجذوب گشته و با هدایت وی در متن وقایع سیاسی وارد گردید. به دلیل شرکت در فعالیت‌های انقلابی و شرکت در تظاهرات، در اعتراض به ظلمی که نسبت به سید محسن حکیم اعمال می‌شد، دستگیر و حدود یک ماه زندانی و سپس توسط بعثی‌ها از عراق اخراج گردید.
پس از اخراج از عراق به پاکستان رفت و به فعالیت‌های علمی - سیاسی پرداخت. وی در این مدت در بین مسلمانان پاکستان نفوذ گسترده‌ای پیدا نمود. در سال ۱۳۵۳ دوباره جهت فراگیری بیشتر علوم اسلامی، راهی نجف شد و با ندادن اجازه ورود به کشور عراق، ناگزیر مقیم حوزه علمیه قم گردید. در قم در کنار تحصیل به فعالیت‌های سیاسی نیز مشغول شد. ورود حسینی به حوزه علمیه قم همزمان با گسترش نهضت روحانیت در ایران بود. وی در تظاهرات شرکت می‌کرد و دیگر طلاب پاکستانی ساکن حوزه علمیه قم را نیز ترغیب می‌نمود. بدین جهت بود که طلاب غیر ایرانی، بخصوص طلاب پاکستانی، تحت مراقبت شدید ساواک قرار گرفتند. به همین سبب بود که عارف حسینی را پس از شناسایی، دستگیر و از ایران اخراج نمودند.
حسینی پس از ورود به پاکستان برای بیداری توده‌های پاکستان به تبلیغات علیه شاه ایران پرداخت و از نهضت خمینی در ایران حمایت کرد. وی خمینی را به عنوان ولی امر مسلمانان و رهبر جهان اسلام برای مسلمانان پاکستان معرفی می‌کرد و در حرکت‌هایی که مردم را با خود همراه می‌ساخت به همراهی با حرکت خمینی پرداخت.
وی برای شروع تحول فرهنگی - سیاسی در ساختار جامعه پاکستان اقداماتی انجام داده و به تبلیغات علیه ضیاءالحق حاکم پاکستان پرداخت. حرکت‌هایی در جهت مقابله با تبعیض حکومت علیه شیعیان انجام شد که به نتیجه رسید.
عارف حسینی بود پس از دستگیری مفتی جعفر حسینی فعالیت خود را شدت بخشید. وی پس از انتخاب به رهبری، قلمرو فعالیت‌های انقلابی خود را گسترش داد. وی محو مفاسد اجتماعی، اقتصادی و فرهنگی را در پاکستان در یک حرکت بنیادی در بافت کلی جامعه پاکستان می‌دانست و از این جهت انقلاب اسلامی را در پاکستان تنها راه حل آن به حساب می‌آورد شبیه انقلاب اسلامی ایران.
رابطه دوستانه شهید حسینی با رهبران جمهوری اسلامی حکایت از وفاداری وی نسبت به انقلاب اسلامی ایران دارد. می‌توان گفت عارف حسین حسینی زبان گویای انقلاب اسلامی در شبه قاره هند بود.

## خدمات اجتماعی
وی جهت گسترش معارف دینی مراکز آموزشی و عبادی زیادی را در شهرهای مختلف پاکستان بنا نهاده‌است.

### دارالمعارف اسلامیه
این کانون آموزشی با برنامه‌های سنتی و جدید توأم بود. تدریس رشته‌های نو و پاسخگویی به نیاز جامعه بر اساس شرایط زندگی اجتماعی عصر، همانند اقتصاد، علوم سیاسی و آموزش‌های اعتقادی در آن جریان داشت. پس از مرگ وی اسم این مرکز دینی - علمی بنام جامعه شهید عارف الحسین الحسینی تغییر یافته. با توجه به عدم امکانات اقتصادی لازم در مناطق شیعه نشین، این حوزه دینی، بسیار زیبا و به شیوه جدید ساخته شده و از امکانات لازم بر خوردار است. این حوزه علمیه در شهر پیشاور قرار دارد.

### مساجد
وی برای ایجاد مساجد در مناطق دور افتاده و محروم، برنامه‌ریزی وسیعی داشت و موفق شد در مناطق ایالت سرحد سند و بلوچستان این برنامه‌ها را پیاده کند. احداث بیش از ده مسجد در نقاط مختلف از این جمله‌است. همچنین حسینیه‌های متعددی توسط وی تأسیس شد و به فعالیت پرداخت.

### درمانگاه
در شهرستان پاراچنار و در حاشیه شهر درمانگاهی به نام «شفاخانه علمدار» با تلاش وی ساخته شد، در این درمانگاه علاوه بر وسایل درمانی و امکانات مورد نیاز بیماران، سی تخت برای بستری شدن بیماران می‌باشد. پزشکان ماهر با وسایل و ابزار پیشرفته به معالجه بیماران می‌پردازند.
در شهر کراچی برای معالجه افراد فقیر و بی‌بضاعت درمانگاهی به نام «العصر» به دستور مستقیم ایشان تأسیس گردید و هم‌اکنون نیز مردم محروم این شهر را پوشش می‌دهد.

## مرگ
فعالیت‌های دینی، سیاسی و فرهنگی وی مایهٔ ناخشنودی دشمنان داخلی و خارجی بود. در زمینهٔ نامساعد دینی و فرهنگی پاکستان پس از جدایی از هند و تبلیغات سوء در این زمینه وجود وی می‌توانست بسیار مؤثر باشد.
وی صبح جمعه ۱۴ مرداد ۱۳۶۷ (۵ اوت ۱۹۸۸) و هنگامی که برای مراسم سخنرانی از پاراچنار عازم پیشاور بود بعد از نماز صبح در مدرسه‌ای علمیه هدف گلوله سمی قرار می‌گیرد. وی پس از انتقال به بیمارستان درگذشت.
پس از قتل وی مردم شهرهای مختلف پاکستان با ورد به خیابان‌ها اندوه و اعتراض خود را بیان می‌کنند.
پیکره حسینی را به مدرسه دارالمعارف انتقال می‌دهند. در مراسم تشییع وی فرزندش سیّد علی حسینی خطاب به مردم چنین گفت: «ای ملت! من مفتخرم به اینکه امروز فرزند یک شهید هستم، از شما خواهش می‌کنم تا زمانی که امام خمینی رهبر عظیم الشأن من و امید مسلمانان جهان، زنده‌است. شما احساس یتیمی نکنید ما تا ایشان زنده باشند، یتیم نیستیم.» تصاویر خمینی و حسینی بدست تشییع کنندگان حکایت از هم جهتی دو کشور مسلمان و همسنگری دو مرد (خمینی و حسینی) داشت.
هیئت عالی رتبه‌ای از ایران اسلامی وارد پیشاور می‌شود تا در تشییع جنازه حسینی شرکت جوید. جنتی بر پیکر وی نماز می‌خواند و پس از آن جنازه‌اش را با هلی‌کوپتر طرف زادگاهش پاراچنار انتقال می‌دهند.

## پیام‌های تسلیت
پس از دریافت خبر قتل سیّد عارف حسینی پیام‌های تسلیت از طرف شخصیتهای علمی - سیاسی جهان اسلام فرستاده شد.